# Mastocarpus
Genre
Mastocarpus est un genre d'algues rouges de la famille des Phyllophoraceae. 

## Liste d'espèces
Selon AlgaeBase (6 mai 2012) :
- Mastocarpus agardhii (Setchell & N.L.Gardner) S.C.Lindstrom, J.R.Hughey & P.T.Martone
- Mastocarpus alaskensis S.C.Lindstrom, J.R.Hughey & P.T.Martone
- Mastocarpus californianus S.C.Lindstrom, J.R.Hughey & P.T.Martone
- Mastocarpus cristatus (Setchell) S.C.Lindstrom, J.R.Hughey & P.T.Martone
- Mastocarpus intermedius S.C.Lindstrom, J.R.Hughey & P.T.Martone
- Mastocarpus jardinii (J.Agardh) J.A.West
- Mastocarpus latissimus (Harvey) S.C.Lindstrom, J.R.Hughey & P.T.Martone
- Mastocarpus pachenicus L.Le Gall & G.W.Saunders
- Mastocarpus pacificus (Kjellman) L.P.Perestenko
- Mastocarpus papillatus (C.Agardh) Kützing
- Mastocarpus rigidus S.C.Lindstrom, J.R.Hughey & P.T.Martone
- Mastocarpus stellatus (Stackhouse) Guiry (espèce type)
- Mastocarpus vancouveriensis S.C.Lindstrom, J.R.Hughey & P.T.Martone
- Mastocarpus yendoi Masuda & Yoshida

Selon Catalogue of Life (6 mai 2012) :
- Mastocarpus jardinii
- Mastocarpus pacificus
- Mastocarpus papillatus
- Mastocarpus stellatus
- Mastocarpus yendoi

Selon NCBI (6 mai 2012) :
- Mastocarpus agardhii
- Mastocarpus alaskensis
- Mastocarpus californianus
- Mastocarpus cristatus
- Mastocarpus intermedius
- non-classé Mastocarpus jardinii complex
  - Mastocarpus jardinii
  - Mastocarpus jardinii s.l. clade 1
  - Mastocarpus jardinii s.l. clade 2
- Mastocarpus latissimus
- Mastocarpus pacificus
- non-classé Mastocarpus papillatus complex
  - Mastocarpus papillatus
  - Mastocarpus papillatus BOLD:AAA5480
  - Mastocarpus papillatus s.l. clade 1
  - Mastocarpus papillatus s.l. clade 2
  - Mastocarpus papillatus s.l. clade 3
  - Mastocarpus papillatus s.l. clade 4
  - Mastocarpus papillatus s.l. clade 5
- Mastocarpus rigidus
- Mastocarpus stellatus
- Mastocarpus vancouveriensis

Selon World Register of Marine Species (6 mai 2012) :
- Mastocarpus jardinii (J.Agardh) J.A.West, 1984
- Mastocarpus pacificus (Kjellman) L.P.Perestenko, 1980
- Mastocarpus papillatus (C.Agardh) Kützing, 1843
- Mastocarpus stellatus (Stackhouse) Guiry, 1984
- Mastocarpus yendoi Masuda & Yoshida, 1997